# Golden Earring (album)
Golden Earring je eponymní studiové album nizozemské hardrockové skupiny Golden Earring, vydané v roce 1970 společností Polydor Records; jde o šesté album skupiny. V odkazu na obal, na němž je fotografie členů skupiny před stěnou s hračkami, někdy bývá označováno jako The Wall of Dolls; tento název byl použit pro jihoafrické vydání alba. Jde o první album kapely s bubeníkem Cesarem Zuiderwijkem, který v ní zůstal až do ukončení její činnosti. Album se dostalo do čela nizozemské hitparády.

## Seznam skladeb
| Pořadí         | Název                                   | Autor                | Délka |
| -------------- | --------------------------------------- | -------------------- | ----- |
| 1.             | Yellow and Blue                         | George Kooymans      | 3:43  |
| 2.             | The Loner                               | Kooymans             | 3:28  |
| 3.             | This Is the Time of the Year            | Kooymans             | 3:32  |
| 4.             | Big Tree, Blue Sea                      | Barry Hay, Kooymans  | 6:09  |
| 5.             | The Wall of Dolls                       | Rinus Gerritsen, Hay | 3:31  |
| 6.             | Back Home                               | Hay, Kooymans        | 3:50  |
| 7.             | See See                                 | Hay                  | 3:10  |
| 8.             | I'm Going to Send My Pigeons to the Sky | Kooymans             | 5:57  |
| 9.             | As Long as the Wind Blows               | Kooymans             | 5:20  |
| Celková délka: | Celková délka:                          | Celková délka:       | 38:40 |

## Sestava
- Rinus Gerritsen – baskytara, klávesy
- Barry Hay – flétna, zpěv, saxofon
- George Kooymans – kytara, zpěv
- Cesar Zuiderwijk – bicí